# L’Uomo qualunque

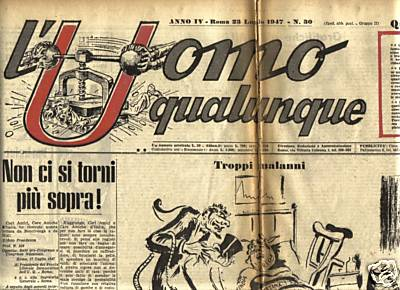
Titelblatt des Uomo qualunque (Juli 1947)

L’Uomo qualunque (deutsch sinngemäß „Jedermann“) war eine italienische Zeitschrift. Aus ihr ging mit der Fronte dell’Uomo Qualunque (UQ, „Jedermann-Front“) eine kurzlebige politische Bewegung bzw. Partei hervor, in der unmittelbar nach dem Zweiten Weltkrieg viele Anhänger und Mitläufer des faschistischen Regimes eine neue politische Heimat fanden.

## Zeitschrift
Die erste Nummer der Zeitschrift erschien am 27. Dezember 1944 in Rom. Herausgeber und wichtigster Autor war Guglielmo Giannini, der in den 20er- und 30er-Jahren als Schriftsteller, Journalist und Drehbuchautor hervorgetreten war. L’Uomo qualunque polemisierte mit einer Mischung aus aggressiver Vulgärsprache, politischem Kommentar und politischer Satire allgemein gegen „Ideologien“ und „die da oben“, speziell aber gegen liberale, sozialistische und kommunistische Antifaschisten; der Wahlspruch der Zeitschrift war Abbasso tutti! („Nieder mit allen!“). 
Giannini vermied profaschistische Stellungnahmen und machte speziell Mussolini als buffone di Predappio („Narr aus Predappio“) lächerlich, wandte sich jedoch vor allem gegen die „Anmaßungen“ der Befreiungskomitees und die Verfolgung der „kleinen Faschisten“ im Rahmen der epurazione; unter den Antifaschisten sei der „kleine Mann“ genauso rechtlos wie unter den Faschisten. Die Zeitschrift war sofort ein Erfolg, ihre Auflage stieg von anfänglich 25.000 auf über 800.000 im August 1945.

## Partei

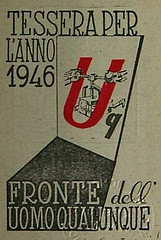
Wahlplakat der Fronte dell’Uomo Qualunque

Aus den vor allem in Mittel- und Süditalien, wo unter anderem der Reeder Achille Lauro und der Klerus die Bewegung unterstützten, im Herbst 1945 mehr oder weniger spontan entstandenen UQ-Gruppen entwickelte sich eine politische Partei, die im Februar 1946 in Rom ihren ersten Kongress abhielt. Giannini stand ihr als fondatore („Gründer“) vor. Seine Beiträge und Reden erhielten nun eine offen konservative und monarchistische Färbung und nahmen Phrasen der einstigen faschistischen Propaganda auf. Im Vorfeld des Referendums über die Staatsform am 2. Juni 1946 beteiligte sich der UQ an der Kampagne für die Beibehaltung der Monarchie. Bei der Wahl der verfassunggebenden Versammlung am gleichen Tag erhielt die Partei 1,2 Millionen Stimmen (5,27 %). Im November 1946 schnitt sie bei den Gemeindewahlen besonders im Süden gut ab, etwa in Palermo (hier stärkste Partei), Bari, Catania, Salerno, Messina und Lecce.
Der rasche Niedergang des UQ begann, als sich die Kirche nach anfänglichem Zögern 1947 ganz auf die Democrazia Cristiana festlegte und die DC begann, den UQ anzugreifen. Außerdem hatte sich mit dem MSI im Dezember 1946 eine offen neofaschistische Partei konstituiert, die das gleiche Elektorat ansprach. Bei der Parlamentswahl am 18. April 1948 trat der UQ zusammen mit der nach rechts gerückten liberalen Partei als Blocco Nazionale an, der aber nur 3,8 % der Stimmen erhielt. Bald darauf zerfiel die Organisation.
Die Bezeichnung qualunquismo hat sich in Italien als Gattungsbegriff für „apolitische“, rechtsgerichtete Protestbewegungen eingebürgert, vergleichbar mit dem Poujadismus in Frankreich.